# Leonie Fiebich
Pour les articles homonymes, voir Fiebich.
Leonie Fiebich, née le 10 janvier 2000 à Landsberg am Lech, est une basketteuse allemande.

## Biographie
Elle fait ses débuts au club de DJK Landsberg à l'âge de 14 ans. Elle rejoint les équipes professionnelles en 2016 au Jahn Munich et inscrit 12,1 points, 8.5 rebonds pour sa première expérience dans la deuxième division allemande. La deuxième année, elle porte ses moyennes à 16,2 points, 7,4 rebonds et 2,1 passes décisives. Elle est engagée en 2018 en première division par Wasserburg. Elle est élue meilleure nouvelle joueuse de l'année 2018–2019 avec 10,3 points, 8,0 rebonds et 1,6 passe décisive par match,. Sa saison 2019-2020 est perturbée par une blessure au genou lors des quarts de finale du Mondial U19 face aux Américaines. Elle est draftée en WNBA par les Sparks de Los Angeles en 21e position de la draft WNBA 2020.
Durant l'été 2021, elle quitte Wasserburg et signe un contrat en LFB avec les Flammes Carolo basket.

## Équipe nationale
En 2016, elle remporte la médaille d'argent au championnat d'Europe U16 avec une contribution personnelle de 11,9 points, 11,6 rebonds et 1,6 passe décisive. En 2018, l'Allemagne remporte le championnat d'Europe U18, Fiebich ayant des moyennes de 11,7 points, 8,7 rebonds et 2,3 passes décisives, ce qui lui vaut d'être retenue dans le meilleur cinq de la compétition,. Elle dispute le championnat du monde U19 avec des moyennes de 7 points, 9 rebonds et 3.3 passes décisives
Elle fait ses débuts avec l'équipe d'Allemagne en octobre 2018

## Palmarès

### Equipe nationale
- Championne d'Europe U18 2018[1]
- Médaille d'argent Championnat d'Europe U16 2016[1]

## Distinction personnelle
- Meilleur cinq du championnat d'Europe U18 2018